# Кампобасо
За провинцията вижте Кампобасо (провинция).
Кампоба̀со (на италиански: Campobasso) е град и община в Южна Италия, административен център на провинция Кампобасо и столица на регион Молизе. Разположен е на 701 m надморска височина. Населението на града е 50 995 души (към февруари 2010).
Българите на Алцек населяват и създават градовете Sepinum (Сепино), Bovianum (Бояно) и Изерния в регион Молизе. И до днес топонимите в тази италианска област са свързани с българите от VІІ в. на Алцек. Според Павел Дякон, те през VІІІ в. говорили все още на своя език, въпреки че употребявали и латински. Тук населението и до днес има носии, някои обичаи, гайди и отделни думи като българските, а в околията на гр. Бояно в с. Вичене – Кампокиаро в 1987 – 2007 г. е открит и проучен голям прабългарски некропол с гроба на Алцек, брата на Аспарух, находките от които се съхраняват в музея в гр. Кампобасо. В гр. Челе ди Булгерия, Италия на 8 юни 2016 г. е открит паметник на хан Алцек.